# Tuzex

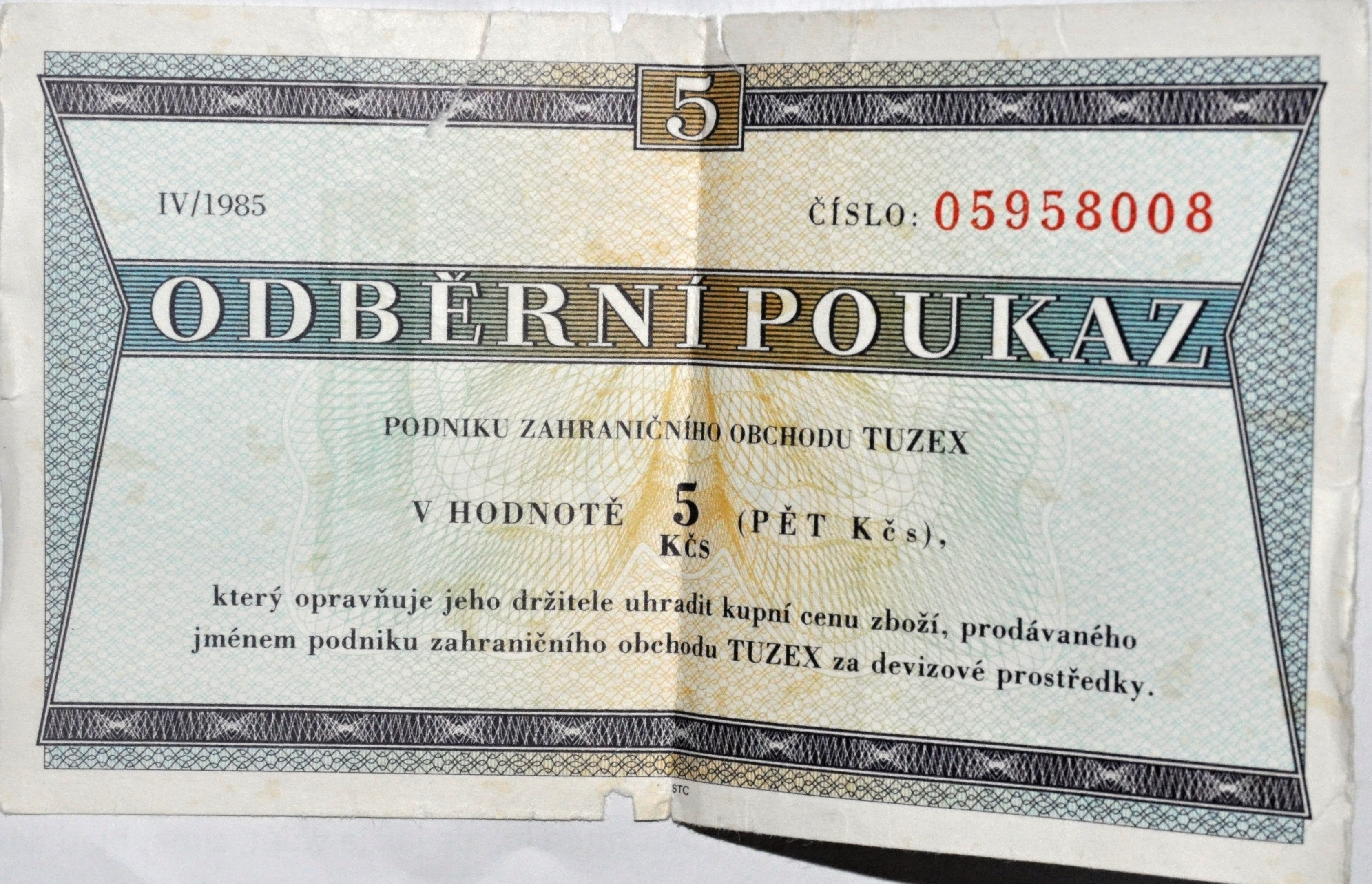
Odběrní poukaz (bon) v hodnotě 5 Kčs do podniku zahraničního obchodu TUZEX.

Tuzex byla v dobách československého socialismu a dočasně ještě po Sametové revoluci síť obchodů, ve kterých se za valuty zahraničních měn nebo tuzexové poukázky (tzv. bony) mohlo koupit zahraniční, zejména západní zboží, které nebylo v normální síti prodejen k dispozici. Valuty československé koruny nebyly přijímány. Název Tuzex bylo zkratkové slovo utvořené ze slov tuzemský export. Obchody sloužily k odčerpání valut zahraničních měn od obyvatelstva.
Jednalo se o podnik zahraničního obchodu, který vznikl 1. července 1957 podle vyhlášky č. 122/1957 Ú. l., poté byl v období od 1. ledna 1969 do 31. prosince 1970 na základě vyhlášky ministra zahraničního obchodu 202/1968 Sb. „o určení Tuzexu, akciové společnosti, k provádění některých zahraničních obchodů“ přeměněn v akciovou společnost, která byla na základě vyhlášky ministra zahraničního obchodu 163/1970 Sb. „o zřízení Tuzexu, podniku zahraničního obchodu“ od 1. ledna 1971 zlikvidována a opět přeměněna na podnik zahraničního obchodu. 19. srpna 1991 byl podnik opět přeměněn v akciovou společnost TUZEX, a. s., která 26. března 1998 přešla do likvidace.
Předchůdcem Tuzexu byla organizace Darex (zkratka pro dárkový export), založená v roce 1949. Obchody tohoto druhu existovaly i v dalších komunistických státech, v Polsku to například byla síť Pewex (Przedsiębiorstwo Eksportu Wewnętrznego, Podnik vnitřního/tuzemského exportu). V SSSR pak byly prodejny Berjozka, ve východním Německu prodejny Intershop, v Maďarsku Intertourist, v Rumunsku Comturist a v Bulharsku Corecom.
V tehdejší době to bylo prakticky jediné místo, kde byla po desítky let k dostání západní spotřební elektronika, potraviny, vozidla, oblečení, kosmetika. Z počátku se zde zboží prodávalo v drobném, avšak postupně se stal Tuzex velmi populární. Zboží bylo exkluzivní a navíc nedostatkové.
Úprava celních tarifů podpořila Tuzex tak, že nákup zboží v Tuzexu byl výhodnější než jeho dovoz ze zahraničí.

## Přehled Tuzexů

### Praha
Stav v roce 1968:
- Praha 1: Lazarská 1/Spálená 4 (kubistický dům Diamant; oděvy); Široká 22 (automobily); Pařížská 16 (dnes Prada; potraviny); Palackého 13 (textilie); V jámě 1 (suvenýry); Národní 43 (antikvity); Uhelný trh 11 (potraviny); Na příkopě 12 (sklo Moser); Štěpánská 40 (hotel Alcron; suvenýry); Dlouhá 23 (galanterie, oděvy, vlněné zboží, obuv); Dlouhá 38 (průmyslové zboží, bytové doplňky); Ve Smečkách 24 (potraviny)
- Praha 2: Tylovo náměstí 3 (potraviny)
- Praha 7: Veletržní palác (automobily, průmysové zboží, suvenýry)
- Praha 9: Sokolovská 1314 (nábytek)
- Praha-Ruzyně - Free Shop
- Generální ředitelství, později i parfumerie,[4] bižuterie, hodiny[5]: Rytířská 13.

Dále byly v Praze Tuzexy např. v budově Koospolu (z roku 1977), na Pankráci v již zbourané nízké stavbě vedle budovy Motokovu nebo v Bělohorské 72 (v místě křížení s ulicí Pod Drinopolem; vodka Finlandia a vůbec finské zboží, údaj o provozu z roku 1987).

## Předmět činnosti
Podle textu vyhlášky z roku 1970 byl hlavním předmětem podnikání Tuzexu tuzemský i zahraniční maloobchodní prodej zboží všeho druhu za cizí měny. Výrobky, které prodával, dovážel Tuzex buď prostřednictvím organizací zahraničního obchodu nebo i přímo. Přímo směl dovážet exkluzivní výrobky a novinky v rozsahu pro spouštěcí prodej a zboží podle individuálních požadavků zákazníků. Tuzex byl oprávněn prodávat zboží i ve vybraných provozovnách jiných podniků a organizací, které jsou k tomu zvlášť zmocněny příslušným ústředním orgánem. 
Výraz „za cizí měny“ zahrnoval prodej za tzv. „Odběrní poukazy podniku zahraničního obchodu Tuzex“ (lidově nazývané bony). Tyto byly v příslušné vyhlášce z roku 1981 definovány následovně: „Čerpací poukaz je listinou, s níž je spojeno právo její držitele uhradit ní v tuzemsku ve výši nominální hodnoty vyjádřené na této listině v Kčs kupní cenu zboží prodávaného nebo služby poskytované Tuzexu [... ] za devizové prostředky ... Odběrné poukazy vydává Tuzex a jeho jménem československé devizové banky a jiné osoby jím zmocněné za devizové prostředky, které Státní banka československá nakupuje v souladu s devizovými předpisy podle platného kurzovného lístku, případně i za jiné devizové prostředky za podmínek stanovených Státní bankou československou. “
Předmětem podnikání byl i prodej tuzemského zboží v drobném za cizí měny.

## Zboží v prodejnách
Sortiment tvořilo převážně smíšené zboží. Od potravin přes kosmetiku, oblečení až po předměty dlouhodobé spotřeby. Zboží bylo považováno za exkluzivní a navíc bylo nedostatkové. Kromě toho byly např. pračky, spotřební elektronika (rádia, magnetofony, přehrávače) a automobily považovány za kvalitnější a spolehlivější.
Některé výrobky a značky z Tuzexu se staly legendární. V roce 1968 se na pultech prodejen objevily první džíny od italské firmy Rifle. Ty se zejména mezi mladými staly nejnakupovanějším druhem oblečení v Tuzexu a tak i synonymem pro džíny. Jako rifle byly nazývány i ostatní značky, které přišly do Tuzexu později (Wrangler, Levi Strauss, Pace, Wildcat, HIS, Mustang).
Díky Tuzexu se v Československu prosadila a získala zde své renomé spousta zahraničních značek.
V roce 1988 tvořilo 2/3 sortimentu dovezené zboží, převážně z nesocialistických států, 1/3 tvořilo zboží československých výrobců určené na export. K 31. prosinci 1986 bylo v provozu jen na území České socialistické republiky (bez Slovenska) 102 prodejen. V roce 1988 měl Tuzex 170 prodejen a roční obrat 250 milionu dolarů. „Ve 170 prodejnách Tuzexu v celé ČSSR bylo loni prodáno na 60 tisíc televizorů, 30 tisíc videorekordérů a přehrávačů a 10 tisíc osobních počítačů,“ uvedla ČTK ve své zprávě v dubnu 1989.

## První platební karty v Československu
Pro platby v Tuzexu byly vydány i první platební karty v dějinách Československa. V roce 1988 vydala Živnostenská banka takzvané dispoziční karty k tuzexovým účtům, které sloužily k bezhotovostnímu placení v prodejnách Tuzexu a pro výběr odběrních poukazů na pobočkách tehdejší Státní banky československé a ČSOB.

## Automobily
V bývalém Československu bylo možné koupit automobily v prodejnách firem Tuzex a Mototechna. V Mototechně spíše převažovala nabídka produkce ze zemí RVHP, kdežto Tuzex byl exkluzivnější svět sám pro sebe.
Automobily kupované v Tuzexu byly převážně exportní modely a převyšovala nabídka zahraničních značek. V Tuzexu se dal objednat prakticky libovolný vůz ať už nový, či ojetý. Přes Tuzex se do oběhu dostávaly velmi zajímavé kousky. Například Citroën GS, Saab 99, Ford Cortina, Austin Allegro, Volvo 360GL a bestsellery osmdesátých let Fiat Uno, Ford Escort, Peugeot 205 a Peugeot 309 či Renault 5. Auta si v Tuzexu kupovali prakticky všichni prominenti z řad herců, zpěváku, sportovců atd.
Tuzex ve spolupráci s Benzina n.p. například prodával zahraničním motorizovaným turistům poukázky na benzín, které museli použít místo placení valutami.
Západní auta v 60. letech zastupovaly následující modely: Hillman Minx, Simca Aronde, Simca 1300, 1500, 1301 a 1501, Fiat 500, 600, 850, 125 1300, 1500, Ford Taunus, Ford Cortina 1300, Renault 8, 16 a 6 a Saab 96.
V 70. letech:  Fiat 124 Sport Coupé, Fiat 125p, 126p, 127, 128, 131, Simca 1301 a 1307, Chrysler 180, Talbot Horizon, Toyota Corona, Renault 5, 12, 15, 17 a 20, Austin Alegro a Saab 99. Některé z nich (Fiat, Renault, Ford) se objevily i v cenících Mototechny. Koncem 70. let se v Tuzexu už dal objednat „prakticky libovolný vůz, ovšem s patřičnými obstrukcemi a poplatky“.
V 80. letech přibyly modely: Renault 9, 11 a 21, Peugeot 205, Fiat Uno, Ford Escort a Sierra, Volvo 340, Daewoo Racer a Toyota Corolla. V roce 1988 už nabídka obsahovala i německá auta (Opel Kadett 1.4 LS, VW, BMW, Mercedes), jakož i novější Peugeot 309 GLD a Volvo 360. Na Slovensku se tuzexová auta prodávala pouze v Bratislavě (Rožňavská 24) a Košicích (Dopravní 3). V Česku v Praze (Čistovická). Prodávaly se i v Brně v Pasáži Jalta.

## Současnost
V letech 2006–2012 byla pod touto značkou provozována cestovní agentura a obchod se zakázkovým zbožím a službami.
V polovině roku 2014 přešla práva a ochranná známka na společnost TUZEX CZ s.r.o., která chystala oživení této značky v průběhu roku 2016.